# Station Czarny Dunajec
Station Czarny Dunajec is een spoorwegstation in de Poolse plaats Czarny Dunajec.